# Ernst Drayß
Ernst Drayß, auch Ernst Drayss (* 20. Mai 1911 in Ludwigshafen; † 15. September 1982 in Mannheim), war ein deutscher Fußballspieler. Mit dem SV Waldhof Mannheim gewann der Torhüter in der Gauliga Baden in den Jahren 1936, 1937 und 1940 dreimal die Badische Meisterschaft und war am Einzug in das Finale um den Tschammerpokal 1939 beteiligt. Der nur 1,65 m große Keeper hat von 1936 bis 1944 für die Blau-Schwarzen 71 Gauligaeinsätze bestritten und auch acht Einsätze in der Badischen Auswahl absolviert.

## Karriere
Über die Stationen FC Pfalz Ludwigshafen, FC Olympia Lorsch und SV Alemannia Worms war der gelernte Schlosser zum SV Waldhof gekommen. In der Rückrunde 1935/36 setzte er sich als Stammtorhüter auf dem Waldhof in der Gauliga Baden durch; in der Hinrunde hatte noch Rudolf Edelmann das Tor der Blau-Schwarzen gehütet. Der reaktionsschnelle und sprunggewaltige Torhüter debütierte am 2. Februar 1936 bei einem 3:1-Heimerfolg gegen den Karlsruher Stadtteilverein VfB Mühlburg in der Gauliga Baden. Am Rundenende hatte er acht Ligaspiele beim Gewinn der Meisterschaft an der Seite von Mitspielern wie Ernst Heermann, Helmut Schneider und Otto Siffling bestritten. In der Endrunde um die Deutsche Fußballmeisterschaft 1935/36 hatte er im April und Mai 1936 in allen sechs Gruppenspielen gegen Fortuna Düsseldorf, FC Hanau 93 und CfR Köln im Tor des SV Waldhof gestanden. Das Achtel- und Viertelfinalspiel um den Tschammerpokal wurden erst im September und Oktober 1936 ausgetragen. Da hatte Drayss beim 1:0-Auswärtserfolg beim PSV Chemnitz mit deren Stürmerstar Erwin Helmchen wie auch bei der 1:2-Heimniederlage gegen den FC Schweinfurt 05 mit dem prominenten Außenläuferpaar Albin Kitzinger und Andreas Kupfer, ausgezeichnete Leistungen geboten.
In der Runde 1936/37 verteidigte Waldhof mit Torhüter Drayss die Meisterschaft in der Gauliga Baden und setzte sich in der Endrunde um die deutsche Fußballmeisterschaft mit den Konkurrenten 1. FC Nürnberg, Fortuna Düsseldorf und den VfR 04 Köln auseinander. In beiden Spielen gegen den „Club“ gab es klare Niederlagen für Waldhof (1:4, 1:7) und am Ende belegte der badische Meister mit 5:7 Punkten den 3. Rang in der Gruppe IV. Am 7. Februar 1937 verlor Drayss mit der badischen Auswahl das Halbfinalspiel im Wettbewerb um den Reichsbundpokal in Leipzig gegen Gastgeber Sachsen mit 3:4. Dabei hatte er sich mit den Offensivkünsten von Hans Breidenbach, Erwin Helmchen, Erich Hänel, Willi Munkelt und Willi Kund auseinanderzusetzen. Im Tschammerpokal des Jahres 1937 setzte er sich mit seinen Waldhof-Kameraden zuerst gegen den PSV Chemnitz mit 2:0 durch und warf im Viertelfinale Borussia Dortmund mit 4:3 aus dem Wettbewerb, ehe im Halbfinale am 5. Dezember 1937 die Auswärtshürde beim FC Schalke 04 zu hoch war. Die „Knappen“ um Ernst Kalwitzki, Adolf Urban und Ernst Kuzorra setzten sich mit 2:1 durch und zogen in das Endspiel ein. Im folgenden Jahr 1938 scheiterte Waldhof am 27. November im Viertelfinale mit 2:3 im Heimspiel vor 25.000 Zuschauern gegen den späteren Pokalsieger Rapid Wien mit deren Angreifern Franz Binder und Georg Schors.
Im Reichsbundpokal 1937/38 war wiederum im Halbfinale Endstation. Am 27. Februar 1938 verlor Drayss mit Baden in Hamburg mit 0:3 gegen die Auswahl von Nordmark.
Als 1939 der Einzug in das Finale im Tschammerpokal gelang, war Torhüter Drayss bei den Erfolgen gegen Admira Wien, Eintracht Frankfurt, VfL Osnabrück und im Viertelfinale gegen den Hamburger SV (6:2) zwar im Einsatz gewesen, aber durch kriegsbedingte Umstände – er wurde von der Wehrmacht nicht freigestellt – konnte er dann am Halbfinale wie auch am Endspiel nicht teilnehmen. Während des Krieges hütete er am 2. Juni 1941 auch das Tor der Pariser Soldatenelf beim 2:1-Sieg gegen eine Nürnberg/Fürther Stadtelf. Im Kicker vom 10. Juni wurden ihm dabei „Glanzleistungen“ zugeschrieben.
Als Soldat war er an der Ostfront und in Nordafrika im Einsatz, wo er verwundet wurde und einige Splitter in Armen und Beinen davontrug. Eine Gefangenschaft blieb Ernst Drayss erspart, und so konnte er seine aktive Karriere unmittelbar nach dem Krieg fortsetzen. Zunächst beim SV Waldhof Mannheim in der Oberliga Süd (1945/46; 8 Spiele), dann beim FSV Mainz 05 in der Oberliga Südwest (1946 bis 1948; 34 Spiele), SV Darmstadt 98 (Mai bis November 1948/Landesliga Hessen) und beim FC Olympia Lorsch in der Bezirksklasse Darmstadt.
Beruflich war er zunächst bei der Firma Benz in Mannheim beschäftigt. Nach Ende des Zweiten Weltkriegs machte er sich mit einer Bennholzsägerei selbständig. Nach dem Ende seiner aktiven Laufbahn war Drayss noch als Trainer in Lorsch, Biebesheim und Hambach tätig.